# Abdullah Al-Qwabani
Abdullah Al-Qwabani, född 2 mars 1999, är en jemenitisk friidrottare som tävlar i långdistanslöpning. 
Al-Qwabani tävlade för Jemen vid Världsmästerskapen i friidrott 2015 i Beijing, där han blev utslagen i försöksheatet på 5 000 meter.